# Zárax

Mapa del sur del Peloponeso en la Antigüedad. La ciudad de Zárax se encontraba en la costa, cerca de Epidauro Limera.

Restos de la acrópolis de la antigua Zárax.

Zárax (en griego, Ζάραξ) es el nombre de una antigua ciudad griega de Laconia.
Es citada por Pausanias, que dice que fue la ciudad, de entre todas las de los eleuterolacones, que más sufrió puesto que fue destruida por Cleónimo. Menciona que se encontraba a cien estadios de Epidauro Limera y a ciento diez de Cifanta —cien por la costa más diez por el interior. Destacaba su puerto y un templo de Apolo con una imagen donde se le representaba portando una cítara. Pausanias cita también la posibilidad de que un personaje llamado Zárex del que se decía que aprendió de Apolo la música fuera el fundador epónimo de Zárax.
Fue una de las ciudades atacadas por un ejército espartano dirigido por Licurgo que invadió Argólida en el año 219 a. C. En estos ataques Licurgo consiguió tomar varias ciudades pero sin embargo fue rechazado tanto de Zárax como de Glimpas.
Se localiza en la moderna población de Ieraca.